# Loubillé
Loubillé és un municipi francès situat al departament de Deux-Sèvres i a la regió de la Nova Aquitània. L'any 2007 tenia 368 habitants.

## Demografia

### Població
El 2007 la població de fet de Loubillé era de 368 persones. Hi havia 169 famílies de les quals 48 eren unipersonals (24 homes vivint sols i 24 dones vivint soles), 81 parelles sense fills, 32 parelles amb fills i 8 famílies monoparentals amb fills.
La població ha evolucionat segons el següent gràfic:
Habitants censats

### Habitatges
El 2007 hi havia 231 habitatges, 170 eren l'habitatge principal de la família, 26 eren segones residències i 34 estaven desocupats. 228 eren cases i 1 era un apartament. Dels 170 habitatges principals, 135 estaven ocupats pels seus propietaris, 24 estaven llogats i ocupats pels llogaters i 11 estaven cedits a títol gratuït; 2 tenien una cambra, 4 en tenien dues, 26 en tenien tres, 34 en tenien quatre i 104 en tenien cinc o més. 161 habitatges disposaven pel capbaix d'una plaça de pàrquing. A 88 habitatges hi havia un automòbil i a 62 n'hi havia dos o més.

### Piràmide de població
La piràmide de població per edats i sexe el 2009 era:
| Homes | Edats   | Dones |
| ----- | ------- | ----- |
| 0     | 95 o +  | 0     |
| 4     | 90 a 94 | 0     |
| 0     | 85 a 89 | 0     |
| 0     | 80 a 84 | 8     |
| 12    | 75 a 79 | 16    |
| 24    | 70 a 74 | 12    |
| 4     | 65 a 69 | 12    |
| 16    | 60 a 64 | 24    |
| 8     | 55 a 59 | 12    |
| 8     | 50 a 54 | 16    |
| 20    | 45 a 49 | 16    |
| 12    | 40 a 44 | 12    |
| 16    | 35 a 39 | 20    |
| 16    | 30 a 34 | 4     |
| 0     | 25 a 29 | 8     |
| 4     | 20 a 24 | 4     |
| 32    | 15 a 19 | 8     |
| 0     | 10 a 14 | 16    |
| 12    | 5 a 9   | 8     |
| 4     | 0 a 4   | 4     |

## Economia
El 2007 la població en edat de treballar era de 201 persones, 113 eren actives i 88 eren inactives. De les 113 persones actives 95 estaven ocupades (58 homes i 37 dones) i 17 estaven aturades (10 homes i 7 dones). De les 88 persones inactives 39 estaven jubilades, 12 estaven estudiant i 37 estaven classificades com a «altres inactius».

### Ingressos
El 2009 a Loubillé hi havia 171 unitats fiscals que integraven 382 persones, la mediana anual d'ingressos fiscals per persona era de 13.535 €.

### Activitats econòmiques
Dels 15 establiments que hi havia el 2007, 1 era d'una empresa alimentària, 6 d'empreses de construcció, 2 d'empreses de comerç i reparació d'automòbils, 3 d'empreses d'hostatgeria i restauració, 1 d'una empresa d'informació i comunicació i 2 d'empreses classificades com a «altres activitats de serveis».
Dels 5 establiments de servei als particulars que hi havia el 2009, 2 eren paletes, 2 guixaires pintors i 1 perruqueria.
L'únic establiment comercial que hi havia el 2009 era una fleca.
L'any 2000 a Loubillé hi havia 24 explotacions agrícoles que ocupaven un total de 1.157 hectàrees.

## Poblacions més properes
El següent diagrama mostra les poblacions més properes.